# Лейксайд (Флорида)
Лейксайд (англ. Lakeside) — статистически обособленная местность, расположенная в округе Клей (штат Флорида, США) с населением в 30 927 человек по статистическим данным переписи 2000 года.

## География
По данным Бюро переписи населения США, статистически обособленная местность Лейксайд имеет общую площадь в 45,32 квадратных километров, из которых 39,37 кв. километров занимает земля и 5,96 кв. километров — вода. Площадь водных ресурсов округа составляет 13,15 % от всей его площади.
Статистически обособленная местность Лейксайд расположена на высоте 20 м над уровнем моря.

## Демография
| Год переписи        | Нас.  |  | %±     |
| ------------------- | ----- |  | ------ |
| 1980                | 10534 |  | —      |
| 1990                | 29137 |  | 176,6% |
| 2000                | 30927 |  | 6,1%   |
| 1980–2000 источник: |       |  |        |

По данным переписи населения 2000 года в Лейксайдe проживало 30 927 человек, 8785 семей, насчитывалось 10 753 домашних хозяйств и 11 144 жилых дома. Средняя плотность населения составляла около 682,41 человек на один квадратный километр. Расовый состав населённого пункта распределился следующим образом: 85,75 % белых, 7,11 % — чёрных или афроамериканцев, 0,40 % — коренных американцев, 2,73 % — азиатов, 0,08 % — выходцев с тихоокеанских островов, 2,46 % — представителей смешанных рас, 1,47 % — других народностей. Испаноговорящие составили 5,30 % от всех жителей статистически обособленной местности.
Из 10753 домашних хозяйств в 42,1 % воспитывали детей в возрасте до 18 лет, 66,6 % представляли собой совместно проживающие супружеские пары, в 11,5 % семей женщины проживали без мужей, 18,3 % не имели семей. 14,1 % от общего числа семей на момент переписи жили самостоятельно, при этом 4,0 % составили одинокие пожилые люди в возрасте 65 лет и старше. Средний размер домашнего хозяйства составил 2,87 человек, а средний размер семьи — 3,15 человек.
Население статистически обособленной местности по возрастному диапазону по данным переписи 2000 года распределилось следующим образом: 28,4 % — жители младше 18 лет, 8,7 % — между 18 и 24 годами, 29,4 % — от 25 до 44 лет, 25,8 % — от 45 до 64 лет и 7,6 % — в возрасте 65 лет и старше. Средний возраст жителей составил 36 лет. На каждые 100 женщин в Лейксайдe приходилось 95,8 мужчин, при этом на каждые сто женщин 18 лет и старше приходилось 92,9 мужчин также старше 18 лет.
Средний доход на одно домашнее хозяйство статистически обособленной местности составил 52 013 долларов США, а средний доход на одну семью — 56 254 доллара. При этом мужчины имели средний доход в 36 787 долларов США в год против 25 703 доллара среднегодового дохода у женщин. Доход на душу населения статистически обособленной местности составил 52 013 долларов в год. 3,6 % от всего числа семей в населённом пункте и 4,5 % от всей численности населения находилось на момент переписи населения за чертой бедности, при этом 5,5 % из них были моложе 18 лет и 6,0 % — в возрасте 65 лет и старше.